# 2007年岩手県知事選挙
2007年岩手県知事選挙（2007ねんいわてけんちじせんきょ）は、2007年（平成19年）4月8日に岩手県で行われた知事（公選第16期）を選出する選挙である。
現職の増田寛也の任期満了に伴い、実施された。

## 概要
岩手県は衆議院議員である小沢一郎の影響力が強く、1995年（平成7年）の知事選では小沢（当時は新進党幹事長）が建設省官僚であった増田擁立の中心人物であった。しかし1996年の総選挙で新進党は敗北、1998年（平成10年）には党が解党して小沢グループは自民、民主に次ぐ少数勢力となった。それを受けて1999年（平成11年）の知事選では増田は小沢グループが反対したにもかかわらず自民党の推薦を得て出馬し再選。2003年（平成15年）の知事選では政党の推薦を受けず、小沢グループとの関係は冷却化していった。
そのような状況で民主党岩手県総支部連合会（達増拓也代表）は2007年知事選に向けて独自候補擁立を明言。しかし擁立が進まず、2006年（平成18年）8月に県連代表で衆議院議員の達増が自ら出馬することを表明した。達増の出馬表明から約2ヶ月後、増田は不出馬を明言した。
その後会社役員の芦名鉄雄、日本共産党岩手県委員会が擁立する岩手県労働組合総連合の前議長である菅野恒信がそれぞれ無所属で出馬表明をした。
翌2007年1月、前滝沢村長であった柳村純一「反民主勢力」の結集を訴えて無所属で出馬を表明、自民党が推薦を決定した。
選挙告示の約1ヶ月前の2月下旬には岩手県議会議員でみちのくプロレス代表のザ・グレート・サスケが出馬表明。5氏による選挙戦が事実上決定した。

## 選挙結果
民主党推薦の達増が、4期務めた衆議院議員としての知名度の高さと県都・盛岡市を中心に自らの後援会、そして県南を中心とする小沢一郎の厚い支持層、全県的な連合岩手の組織力に支えられて6割を超える得票で当選した。岩手2区選出の自民党衆議院議員、鈴木俊一の地盤である田野畑村を除く自治体で首位に立った。
自民党推薦の柳村純一は村長を務めた滝沢村でも達増の後塵に排し、得票合計でもわずか2割と惨敗した。またザ・グレート・サスケは無党派層の支持を達増に奪われ、共産党推薦の菅野や無所属の芦名は知名度・組織力で達増に及ばなかった。
※当日有権者数：1,109,615人 最終投票率：68.53%（前回比：0.18pts）
| 候補者名             | 年齢 | 所属党派 | 新旧別 | 得票数    | 得票率 | 推薦・支持   |
| -------------------- | ---- | -------- | ------ | --------- | ------ | ------------ |
| 達増拓也             | 42   | 無所属   | 新     | 454,135票 | 60.83% | （推薦）民主 |
| 柳村純一             | 56   | 無所属   | 新     | 158,881票 | 21.28% | （推薦）自民 |
| ザ・グレート・サスケ | 37   | 無所属   | 新     | 61,922票  | 8.29%  |              |
| 菅野恒信             | 61   | 無所属   | 新     | 48,456票  | 6.49%  | （推薦）共産 |
| 芦名鉄雄             | 61   | 無所属   | 新     | 23,150票  | 3.10%  |              |